# Yvan Audouard
Yvan Audouard (* 27. Februar 1914 in Saigon; † 21. März 2004 in Paris) war ein französischer Schriftsteller.

## Leben
Yvan Audouard, Sohn eines Militärs und einer Buchhändlerin, wuchs in Arles und Nîmes auf und war eng mit der Provence verbunden. Er erwarb eine Licence im Fach Lettres und unterrichtete bis 1942. Dann wechselte er in den Journalismus und war unter anderem von 1960 bis 1990 Mitarbeiter der satirischen Wochenzeitung Le Canard enchaîné. Drei seiner zahlreichen Romane wurden auch ins Deutsche übersetzt. Sein Buch über Antoine Blondin wurde 1994 mit dem Prix Paul-Léautaud ausgezeichnet.

## Werke (Auswahl)

### Kriminalroman. Serie Le Vertueux
- Les aventures du Vertueux. 8 Bde. Plon, Paris 1964–1972.
  - 1. Antoine Le Vertueux. Genf 1972.(Vorwort von Gilbert Sigaux). Écailler du Sud, Marseille 2002.
    - (deutsch) Antoines letzter Coup. Kriminalroman. Desch, München 1971. (übersetzt von Christine Penitzka)

  - 2. Le Vertueux a tous les vices. Écailler du Sud, Marseille 2002.
    - (deutsch) Antoine, der Tugendhafte. Kriminalroman. Desch, München 1969. (übersetzt von Paul Baudisch)

  - 3. Le Vertueux à Tahiti.
  - (deutsch) Entführung in Tahiti. Kriminalroman. Desch, München 1972. (übersetzt von Georg Kahn-Ackermann)
  - 4. Le Vertueux monte à Paris.
  - 5. Le Vertueux descend à New York.
  - 6. Le Vertueux chez les poulets.
  - 7. Les infortunes du Vertueux.
  - 8. Le Vertueux à la télé.

### Weitere Romane und Erzählungen
- Les liqueurs fortes. Roman. Éditions du Pavois, Paris 1946. Julliard, Paris 1971.
- Au petit poil. Éditions du Scorpion, Paris 1949. (Roman)
- A Catherine pour la vie. Roman. Horay, Paris 1952.
- (mit Marcel-E. Grancher) Les Robinsons de Bandol. Roman gai. Éditions Rabelais, Paris 1952.
- La belle embellie. Roman. Horay, Paris 1953.
- Le beau machin. Éditions de Paris, Paris 1955.
- Brune hors série. Éditions de Paris, Paris 1955.
- Vie à crédit. Horay, Paris 1955.
- Bout d'essai. Éditions de Paris, Paris 1956.
- Minutes d'égarement. Roman. Éditions de Paris, Paris 1956.
- Les lions d'Arles. Roman. R. Julliard, Paris 1956. Presses Pocket 1969. Pré aux Clercs, Paris 1990.
- À la belle hormone. Éditions de Paris, 1957
- Cartouche ou la Rage de vivre. Éditions de Paris, Paris 1957.
- Loulou. Roman. Éditions de Paris, Paris 1957.
- Cocagne. Roman. R. Julliard, Paris 1959, Presses Pocket 1967.
- Pas de panique! Plon, Paris 1963.
- Payer pour voir. Plon, Paris 1963.
- Les chemins faciles. Roman. Plon, Paris 1966.
- Ma Provence à moi. Plon, Paris 1968. Presses Pocket 1973.
- Le trésor des Alpilles. Plon, Paris 1969. (Ma Provence à moi 2)
- Les dessous du panier. Confession véridique et certifiée conforme d'un truand de la Belle de Mai. Plon, Paris 1969.
- Bons baisers de Fontvieille. Plon, Paris 1970.
- Le dernier des Camarguais. Roman. Julliard, Paris 1971.
- Sarah des sables. Julliard, Paris 1972.
- Dîner avec Giscard. Plon, Paris 1976.
- Il se fait tard pour faire la fête. Roman. A. Michel, Paris 1976.
- L'heure d'été. Stock, Paris 1978.
- L'apprenti fada. Stock, Paris 1979.
- La Complainte du malfrat perturbé. Roman. M. Jullian, Paris 1979.
- Un Homme à nous. Roman. Hachette, Paris 1982.
- La Clémence d'Auguste. A. Michel, Paris 1985.
- Les Contes de ma Provence. Pré aux Clercs, Paris 1986–1990.
  - 1. Les Contes de ma Provence. 1986.
  - 2. Les nouveaux contes de ma Provence. 1987.
  - 3. Les Cigales d'avant la nuit. 1988.
  - 4. Lettres de mon pigeonnier. 1990.
- La Pastorale des santons de Provence. Pré aux Clercs, Paris 1986.
- La Belle bleue. Roman. Fixot, Paris 1989.
- Le porte-plume. Roman. Pré aux clercs, Paris 1996.
- Le sabre de mon père. Récit. R. Laffont, Paris 1999. (autobiographisch)

### Gesammelte Romane und Erzählungen
- Ma Provence. Romans et contes. Plon, Paris 1993. (Omnibus) (La pastorale des santons de Provence. Les contes de ma Provence, 4 Bde. L'heure d'été. Les lions d'Arles. Cocagne. Le dernier des Camarguais. Sarah des sables. La clémence d'Auguste)
- Tous les contes de ma Provence. R. Laffont, Paris 2006. (Bouquins)(Ma Provence à moi. Le trésor des Alpilles. Bons baisers de Fontvieille. Les cigales d'avant la nuit. Lettres de mon pigeonnier. L'heure d'été. L'apprenti fada. Le noble jeu provençal. Camargue. Almanach égoïste à l'usage de quelques-uns. La vérité du dimanche. Le sabre de mon père)

### Weitere Werke
- Camargue. Éditions Rencontre, Lausanne 1965.
- Les secrets de leur réussite. Interviews presque imaginaires. J.-J. Pauvert, Paris 1967.
- Audouard raconte Pagnol. Stock, Paris 1973. Livre de poche, Paris 1976.(Marcel Pagnol)
- Lettre ouverte aux cons. A. Michel, Paris 1974.
- 50 ans d'impertinence. Pré aux clercs, Paris 1987.
- Almanach égoïste à l'usage de quelques-uns. Rivages, Marseille 1990.
- Les pensées. Cherche midi, Paris 1991.
- La connerie n'est plus ce qu'elle était. Plon, Paris 1993. Pocket 1995.
- Monsieur Jadis est de retour. Antoine Blondin. Essai. Table ronde, Paris 1994. (über Antoine Blondin) (Prix Paul-Léautaud)
- Provence. Bergère de lumière et de vent. R. Laffont, Paris 1995.
- Le noble jeu provençal. Autres temps, Marseille 1997. (über Boule)
- Pensées provisoirement définitives. Cherche midi, Paris 2002.
- Heureux les fêlés, car ils laisseront passer la lumière. Hrsg. Antoine Audouard. Nil, Paris 2011.